# Des hommes (film, 2019)
Pour les articles homonymes, voir Des hommes.
Pour plus de détails, voir Fiche technique et Distribution.
Des hommes est un film documentaire français réalisé par Alice Odiot et Jean-Robert Viallet, sorti en 2019.
Il s'agit d'une immersion de 25 jours dans la prison des Baumettes de Marseille.

## Fiche technique
- Titre : Des hommes
- Réalisation :  Alice Odiot et Jean-Robert Viallet
- Scénario : Alice Odiot et Jean-Robert Viallet
- Photographie : Jean-Robert Viallet
- Son : Frédéric Salles
- Montage : Catherine Catella
- Musique : Marek Hunhap
- Société de production : Unité de Production
- Pays de production :  France
- Genre : documentaire
- Durée : 83 minutes
- Dates de sortie : 
  - France : 2019 (présentation au festival de Cannes)[1] ; 19 février 2020 (sortie nationale)

## Sélections
- Festival de Cannes 2019 (programmation de l'ACID)[2]
- Festival Premiers Plans d'Angers 2019[3]